# Октябрь 2023 года

Список событий октября 2023 года.

## События
- 2 октября
  - Член сената Северной Дакоты Даг Ларсен, его жена и двое детей погибли в авиакатастрофе в штате Юта[1].
  - Мощный взрыв после удара молнии по одному из резервуаров с биогазом завода по переработке пищевых отходов: закрыта автомагистраль, в домах пропал свет[2][3].
  - Лауреатами Нобелевской премии по физиологии и медицине в этом году стали Каталин Карико и Дрю Вайсман, чьи открытия позволили за короткое время создать эффективные мРНК-вакцины против COVID-19[4].
- 3 октября
  - Индия потребовала от Канады отозвать около 40 дипломатов к 10 октября[5].
  - 21 человек погиб и 15 пострадали в результате падения автобуса с моста на железнодорожные пути в пригороде Венеции[6].
  - Кевин Маккарти стал первым спикером Палаты представителей США, отстранённым от должности[7].
- 4 октября
  - В Польше 18 детей отравились угарным газом из-за возгорания мобильного телефона в классе[8].
  - Нобелевскую премию по химии в 2023 году присудили за «за открытие и синтез квантовых точек». Лауреатами стали учёные Муни Бавенди и Луис Брюс, а также физик Алексей Екимов[9].
  - В результате выхода из берегов горного озёра Лхонак и реки Тиста в индийском штате Сикким погибло 44 человека, 140 числятся пропавшими без вести[10].
- 5 октября
  - Ракетный удар по селу Гроза в Харьковской области. Погибли 59 человек[11].
  - В Японии произошло землетрясение магнитудой 6,6, в регионе объявлена угроза цунами[12].
  - Учёные из Оксфордского университета напечатали на 3D-принтере нервные клетки. Исследование было опубликовано в журнале Nature Communications, оно демонстрирует возможность воссоздания коры головного мозга с помощью технологии биопринтинга[13]
  - Состоялась премьера второго сезона американского супергеройского сериала «Локи», события которого происходят в медиафраншизе «Кинематографическая вселенная Marvel» (КВМ)[14].
- 6 октября
  - Компания CycloTech (Австралия) презентовала аэромобиль под названием CruiseUp[15].
  - По меньшей мере два крупных банка Египта — Arab African International Bank и Arab International Bank — ограничили использование дебетовых карт за пределами страны из-за нехватки валюты[16].
  - Virgin Galactic провела четвёртый запуск туристов на границу с космосом, впервые там побывал астронавт из Пакистана[17].
- 7 октября
  - Военно-политический кабинет Израиля официально ввёл в стране военное положение, впервые после Войны Судного дня 1973 года[18].
  - Резня на музыкальном фестивале в Реиме[19].
  - Вторжение ХАМАС на территорию Израиля из сектора Газа[20]
  - В Афганистане произошло несколько землетрясений, самое сильное из них имело магнитуду 6,3. В результате погибло 2053 человека, 9240 получили травмы, разрушено 1320 домов[21].
- 8 октября
  - Две эксплуатирующие компании Gasgrid Finland и Elering (Эстония) заметили резкое падение давления в трубопроводе Balticconnector между Инго в Финляндии и Палдиски в Эстонии с 34,5 бар до 12 бар, а затем до 6 бар. Операторы закрыли клапаны, чтобы остановить поток. Позже они обнаружили утечку из повреждённой трубы[22].
  - Согласно исследованию CSIS, после визита лидера КНДР Ким Чен Ына в Россию наблюдается беспрецедентный рост железнодорожных перевозок, проходящих через северокорейский железнодорожный комплекс Туманган на границе с Россией[23].
  - Келвин Киптум установил новый мировой рекорд на 45-м Чикагском марафоне, пробежав его за 2:00:35[24].
- 9 октября
  - Угрозу цунами объявили на японских островах Огасавара и Идзу, расположенных к югу от Токио на фоне произошедшего ранее землетрясения в Тихом океане[25].
  - Рок-группа AC/DC выступила с первым за 7 лет концертом[26].
  - Вышедший из СИЗО мэр Артём Желудов захватил администрацию Шлиссельбурга[27].
  - Конфликты
    - Министр обороны Израиля Йоав Галант объявил полную блокаду сектора Газа[28].
    - Блокада сектора Газа Израилем: Израиль нанёс авиаудар вблизи КПП Рафиах на границе сектора Газа и Египта вскоре после того как официальные лица Израиля призвали палестинцев покидать сектор через данный КПП[29].
    - Гражданская война в Мьянме: Вооружённые силы Мьянмы обстреляли из артиллерии лагерь беженцев в штате Качин, погибло не менее 29 человек[30].
- 10 октября
  - Американский миллиардер, создатель сети магазинов Duty Free Shoppers Чарльз Фини умер в возрасте 92 лет[31].
  - Катастрофы и катаклизмы
    - Землетрясение магнитудой 5 произошло в Словакии, эпицентр находился у города Прешов; землетрясение стало самым сильным за последние 80 лет в этой стране[32].

  - Конфликты
    - Блокада сектора Газа Израилем: Ближневосточное агентство ООН для помощи палестинским беженцам и организации работ сообщило, что 187 518 палестинцев покинули свои дома в секторе Газа, что составляет около 10 % всего населения сектора[33].
    - Блокада сектора Газа Израилем: Управление Верховного комиссара ООН по правам человека осудило решение Израиля о блокаде сектора Газа как нарушающее международное право[34].

  - Спорт
    - УЕФА принял решение, что чемпионат Европы по футболу 2028 года пройдёт в Великобритании и Ирландии, а турнир 2032 года — в Италии и Турции[35].
    - 32-летний бельгийский футболист Эден Азар объявил о завершении карьеры[36].
- 11 октября
  - Исследование специалистов US Geological Survey (США) указывает на то, что люди могли населять Америку уже 23 000 лет назад, а не 14 000 лет назад (к концу Ледникового периода), как считалось ранее[37].
  - Российские и казахстанские археологи обнаружили место захоронения тюркского воина Ак-Кюна, жившего на Алтае в VIII веке, которое было утеряно после раскопок 1935 года[38].
  - NASA показало грунт астероида Бенну, доставленный на Землю в ходе миссии OSIRIS-REx; предварительный анализ показал наличие в грунте наибольшего количества углерода в составе органических соединений, а также воды в составе частиц глинистых минералов[39].
  - Профессор антропологии Лиза Лусеро из Университета Иллинойса в Урбана-Шампейн обнаружила многочисленные рукотворные водоемы, которые некогда использовало племя майя[40].
  - Столкновение поездов в Московском метро, на станции метро «Печатники» пустой поезд врезался в стоявший состав с пассажирами, в результате столкновения пострадали пять человек, все они госпитализированы[41].
  - Крупнейшая нефтегазовая компания США ExxonMobil объявила о поглощении другой американской компании, Pioneer Natural Resources, в сделке стоимостью $59,5 млрд[42].
  - Спорт
    - Глава олимпийского комитета Японии Ясухиро Ямасита заявил, что Саппоро не будет претендовать на проведение зимних Олимпийских игр 2030 года[43].
    - Начался сезон НХЛ 2023/24[44].
- 12 октября
  - Компания Google сообщила о самой масштабной хакерской атаке за свою историю[45].
  - Матч отборочного этапа чемпионата Европы 2024 года между сборными Косово и Израиля перенесен на неопределенный срок из-за обострения ситуации на Ближнем Востоке[46].
  - Житель США выиграл 1,765 млрд долларов в лотерею Powerball. Это второй по величине размер выигрыша в лотерею в истории Соединённых Штатов[47].
- 13 октября
  - Microsoft объявила о закрытии сделки по приобретению Activision Blizzard, стоимость покупки составила $69 млрд[48][49].
  - Более 700 знаменитостей подписали открытое письмо в поддержку Израиля[50].
  - Взрыв произошёл у мечети в городе Пули-Хумри афганской провинции Баглан, в результате погибли 50 человек, ещё несколько десятков были ранены[51].
  - Состоялся запуск космического аппарата NASA Psyche направляющегося к железному астероиду (16) Психея[52].
  - Глобальный антисемитский «День ярости», назначенный террористами ХАМАС.
  - Спорт
    - Исполком МОК утвердил включение в программу летних Олимпийских игр 2028 года флаг-футбола, крикета, лякросса, бейсбола и сквоша[53].

  - Греко-римский музей в Александрии снова принимает посетителей, спустя 18 лет после закрытия[54].

- 14 октября
  - Российская альпинистка Надежда Оленёва погибла в Непале, упав в расщелину на высоте больше шести тысяч метров в ходе восхождения на гору Дхаулагири[55][56].
  - ХАМАС препятствует эвакуации жителей сектора Газа из зоны запланированной для проведения наземной части операции[57].
- 16 октября
  - Около Аляски произошло землетрясение магнитудой 6,4[58].
  - Американский музей естественной истории в Нью-Йорке решил убрать из экспозиции все человеческие останки[59].
  - В Брюсселе террорист застрелил двух болельщиков сборной Швеции перед началом отборочного матча Евро-2024. Игра между сборными Бельгии и Швеции на стадионе короля Бодуэна, начавшаяся в 20:45 по местному времени, была прервана в перерыве после согласования с командами. Сборная Швеции улетела домой, Дальнейшая судьба матча пока неизвестна. Бельгия повысила уровень террористической опасности до максимального уровня[60].
- 17 октября
  - В результате взрыва во дворе баптистской больницы Аль-Ахли в секторе Газа погибло около 50 человек, сама больница не пострадала, первоначальные данные о числе погибших (около 500), по заявлению разведки США, оказались преувеличением[61][62][63].
  - Шведский производитель электрических грузовиков Volta Trucks подал заявление о банкротстве[64].
  - Второе землетрясение силой 5,5 произошло на юге Ирана в 54 километрах от города Бендер-Аббас, ранее утром сообщалось о том, что землетрясение магнитудой 5,5 произошло на юге Ирана в провинции Хормозган[65].
  - Спорт
    - Английское издание FourFourTwo[англ.] составило список 100 лучших футболистов в истории АПЛ, рейтинг возглавил бывший французский форвард «Арсенала» Тьерри Анри[66].
    - Симон Кьер побил рекорд Петера Шмейхеля по матчам за сборную Дании по футболу, проведя свою 130-ю игру в отборочном турнире Евро-2024 против Сан-Марино[67].
- 18 октября
  - В США произошёл захват здания Кэннона к югу от Капитолия. Изначально демонстрация пропалестинских протестующих, собравшаяся по поводу взрыва у больницы Аль-Ахли, проходила мирно, однако затем начались стычки с полицией, в результате чего толпа смогла преодолеть кордон и ворваться в одно из зданий Капитолия. Около 300 человек было арестовано[68].
  - В Китае завершился форум «Один пояс — один путь», начавшийся 17 октября[69].
  - Юань стал второй главной валютой в мировой торговле через SWIFT, впервые обогнав евро[70].
  - Учёные создали подробный «атлас» мозга приматов, на котором указано, где расположены 3300 типов клеток и какие они выполняют функции[71].
- 19 октября
  - Агентство по закупкам, технологиям и логистике (ATLA) Министерства обороны Японии заявило о первом в мире проведении испытаний рельсотрона, осуществлявшего стрельбу с корабля[72].
  - В чешском Пльзене столкнулись два трамвая, пострадали около 30 человек[73].
  - В американском Университете Северного Кентукки с помощью компьютерного томографа и рентгена проанализировали останки так называемой Фиджийской морской девы, хранившиеся в Историческом обществе округа Кларк[74].
- 20 октября
  - Землетрясение магнитудой 5,8 произошло на филиппинском острове Минданао[75].
  - 4 болельщика сербского баскетбольного клуба «Црвена звезда» были госпитализированы из-за нападения после матча в Италии[76].
  - Во Франции 8 аэропортов страны получили сообщение об угрозе взрыва и были эвакуированы[77].
  - В Шотландии 3 человека погибли в результате обрушившегося на страну шторма[78].
- 22 октября
  - В Швейцарии прошли выборы в парламент, больше всего голосов набрала Швейцарская народная партия, увеличив своё присутствие до 62 мест из 200[79].
  - В первом туре президентских выборов в Аргентине наибольшее число голосов набрали министр экономики Серхио Масса и бизнесмен Хавьер Милей[80].
- 23 октября
  - В Нидерландах коллекционер-любитель обнаружил окаменелость неизвестной доисторической многоножки, возрастом 310 млн лет, новый вид получил название Lauravolsella willemeni[81].
  - Беспилотные летательные аппараты атаковали американскую военную базу в Сирии[82].
  - В России специалисты синтезировали новый изотоп 116-го элемента таблицы Менделеева. Неизвестный ранее изотоп ливермория-288 (116-й элемент Периодической таблицы) был получен в результате слияния ядер хрома-54 и урана-238[83].
  - В Португалии умер самый старый в мире пёс по кличке Боби, он прожил 31 год и 165 дней[84][85].
  - Доходность 10-летних гособлигаций США впервые с 2007 года превысила 5 %[86].
  - Вице-премьер и министр экономики Дании, лидер Либеральной партии Дании («Венстре») Якоб Эллеманн-Енсен объявил о немедленном уходе из политики[87].
  - Вторая крупнейшая нефтегазовая компания США Chevron объявила о покупке Hess Corporation в сделке стоимостью 53 млрд долларов[88].
- 24 октября
  - Норвежский суверенный фонд (Государственный пенсионный фонд Норвегии) в третьем квартале 2023 года понёс убытки в размере 374 млрд норвежских крон ($33,8 млрд) из-за обесценивания активов[89].
  - Пять человек, в том числе трое детей, погибли при стрельбе в канадском городе Су-Сент-Мари в провинции Онтарио, ещё один пострадавший доставлен в больницу[90].
  - Международная команда палеонтологов идентифицировала окаменелые останки мегахищника, который обитал в средний юрский период примерно 170 миллионов лет назад. Исследование опубликовано в журнале Scientific Reports, новый вид получил название Lorrainosaurus keileni[91].
  - В Грузии полиция задержала одного из лидеров итальянской мафии Джузеппе Сгангу[92].
  - Министр обороны Китая Ли Шанфу снят с должности[93].
- 25 октября
  - На мексиканский город Акапулько обрушился ураган Отис, нанеся значительные разрушения; погибло по крайней мере 39 человек, 10 пропали без вести. Ураган примечателен тем, что менее, чем за сутки развился из слабого шторма в один из самых сильных ураганов в истории Мексики[94][95].
  - Стрельба в Льюистоне унесла жизни 18 человек, ещё 13 ранено, убийца — 40-летний белый мужчина Роберт Кард, инструктор по огнестрельному оружию, совершил два массовых расстрела и скрылся[96], этот случай стал самым крупным массовым убийством в США за текущий год[97].
  - В Индонезии женщина погибла в результате обрушения стеклянного моста[98].
  - Специалисты Департамента транспорта Флориды во время строительных работ случайно обнаружили лодку 1800-х годов постройки[99].
  - Майк Джонсон избран спикером Палаты представителей США[100].
  - Международная федерация лыжного спорта и сноуборда продлила отстранение российских и белорусских спортсменов на год[101].
- 26 октября
  - Гражданская война в Судане: завершилась битва при Ньяле[англ.], продолжавшаяся с 15 апреля. Крупная военная база в Южном Дарфуре перешла под контроль RSF[102].
  - The Beatles сообщили о релизе 2 ноября 2023 года сингла Now and Then, который называют «последней песней The Beatles»[103].
  - Делегация ХАМАС во главе с заместителем главы политбюро группировки Абу Марзуком прибыла в Москву с официальным визитом[104].
  - Китай запустил пилотируемый космический корабль «Шэньчжоу-17», на борту которого 3 космонавта должны быть доставлены на орбитальную станцию «Тяньгун»[105].
  - Международная группа исследователей обнаружила ранее неизвестную структуру в недрах Марса — это расплавленный слой силикатных пород[106].
- 27 октября
  - Роберт Кард, стрелок устроивший массовое убийство в Льюистоне, был найден мёртвым[107].
  - Американские археологи исследовали рассекреченные снимки, сделанные двумя спутниками-шпионами во время холодной войны, и обнаружили в Сирии и Ираке остатки 396 фортов или небольших крепостей[108].
  - Archer Aviation объявила о проведении первого испытания прототипа электрического аэротакси с вертикальным взлётом и посадкой, под названием Midnight[109].
  - Султан Ибрагим Исмаил был избран новым королём Малайзии; король страны избирается сроком на 5 лет из представителей 9 семей, возглавляющих штаты-султанаты[110].
  - По заявлению палестинской стороны, число погибших в ходе израильских бомбардировок Сектора Газа превысило 7000 человек[111].
- 28 октября
  - В Тегеране констатировали смерть Армиты Гераванд, впавшей в кому 1 октября, после конфликта с сотрудниками религиозной полиции Ирана, за то, что она не носила хиджаб[112][113].
  - На шахте имени Костенко в Караганде (Казахстан) произошёл взрыв, вызвавший пожар, погибло по меньшей мере 43 человека[114].
  - Спорт
    - В австрийском Зёльдене начался Кубок мира по горнолыжному спорту 2023/2024[115].
    - В футбольной Бундеслиге «Бавария» забила 8 мячей во втором тайме матча с «Дармштадтом» и победила 8:0[116].
- 29 октября
  - В перестрелке на вечеринке по случаю празднования Хэллоуина в американском штате Флорида погибло 2 человека, 18 человек ранено[117]
  - На Северном Кавказе прокатилась волна антисемитских протестов. В международном аэропорту Махачкалы произошли захват антисемитами здания аэропорта и попытка штурма авиалайнера авиакомпании Red Wings, сопровождавшиеся призывами изгнать евреев из региона[118].
  - В мексиканском Канкуне начался итоговый турнир WTA[119]
  - Победителем двенадцатого чемпионата мира по компьютерной игре Dota 2 стала Team Spirit, второе место у Gaimin Gladiators[120]
- 30 октября
  - С начала войны Израиля с ХАМАС число антисемитских инцидентов в мире возросло на 500 % по сравнению с соответствующим периодом прошлого года, об этом говорится в совместном отчете Всемирной сионистской организации и министерства по делам еврейской диаспоры и борьбы с антисемитизмом[121].
  - Судно «Марко Поло» повторно село на мель у берегов Швеции, произошёл разлив топлива[122].
  - Группа учёных в ходе исследования украшения натуфийской культуры, найденных в пещере Кебара, обнаружили остатки красного пигмента, изготовленного из красильных растений; это древнейшие свидетельства использования растительных или животных красок[123].
  - Андрия Мандич, лидер партии «Новая сербская демократия», избран председателем[англ.] Скупщины Черногории[124].
  - Спорт
    - В парижском театре Шатле состоялась церемония вручения премий Золотой мяч France Football 2023[125].
    - Макс Ферстаппен выиграл Гран-при Мехико и обновил свой прошлогодний рекорд по победам за один сезон «Формулы-1» — 16[126].
    - Финн Калле Рованперя второй год подряд выиграл чемпионат мира по ралли[127].
- 31 октября
  - Археологами из Национального института антропологии и истории[англ.] (INAH) при проведении раскопок на территории обитания племени майя обнаружена неизвестная круглая структура, датируемая 1000—1200 годами нашей эры[128].
  - Международная группа палеонтологов идентифицировала окаменелые останки древней рептилии, жившей примерно 251 миллион лет назад. В результате был открыт не только новый вид, но и новый род триасовых крокодилообразных[129].
  - Правительство США снесло забор из колючей проволоки на границе с Мексикой, ранее установленный властями Техаса[130].
  - Скупщина Черногории утвердила новое правительство под руководством Милойко Спаича, лидера победившего на парламентских выборах движения «Европа сейчас!»[131].
  - Международные отношения
    - Боливия заявила о разрыве дипломатических отношений с Израилем[132].
    - Йемен (хуситы) официально объявили войну Израилю[133][134][135].